# العلاج بالنويدات المشعة
يستخدم العلاج بالنويدات المشعة (RNT ، المعروف أيضًا باسم العلاج الإشعاعي من مصدر غير مغلق أو العلاج الإشعاعي الجزيئي) مواد مشعة تسمى المستحضرات الصيدلانية المشعة لعلاج الحالات الطبية، وخاصة السرطان. تدخل إلى الجسم من خلال وسائل مختلفة (الحقن أو الابتلاع هما الأكثر شيوعًا) وتتمركز في أماكن أو أعضاء أو أنسجة محددة اعتمادًا على خصائصها وطرق الإدارة. يتضمن ذلك أي شيء من مركب بسيط مثل يوديد الصوديوم الذي يتمركز في الغدة الدرقية عن طريق حبس أيون اليوديد، إلى المستحضرات الصيدلانية الحيوية المعقدة مثل الأجسام المضادة المؤتلفة التي ترتبط بالنويدات المشعة وتبحث عن مستضدات محددة على أسطح الخلايا.
هذا هو نوع من العلاج المستهدف الذي يستخدم الخصائص الفيزيائية والكيميائية والبيولوجية للأدوية المشعة لاستهداف مناطق الجسم للعلاج الإشعاعي. وتستخدم طريقة التشخيص ذات الصلة بالطب النووي نفس المبادئ ولكنها تستخدم أنواعًا أو كميات مختلفة من المواد الصيدلانية المشعة من أجل تصوير أو تحليل الأنظمة الوظيفية داخل المريض.
تناقض RNT مع العلاج بالمصدر المغلق (العلاج الإشعاعي الموضعي) حيث يظل النويدة المشعة في كبسولة أو سلك معدني أثناء العلاج ويجب وضعها فعليًا بدقة في موضع العلاج.
عندما تكون النويدات المشعة عبارة عن ربيطات (كما هو الحال مع لوتاثيرا وبلوفيكتو )، تُعرف هذه التقنية أيضًا باسم العلاج بالربيطات المشعة.

## الاستخدام السريري

### حالات الغدة الدرقية
اليود 131 (131I) هو أكثر أنواع RNT شيوعًا في جميع أنحاء العالم ويستخدم المركب البسيط يوديد الصوديوم مع نظير مشع لليود. يمكن للمريض (إنسان أو حيوان) تناول كمية صلبة أو سائلة عن طريق الفم أو تلقي حقنة وريدية من محلول المركب. يمتص أيون اليوديد بشكل انتقائي بواسطة الغدة الدرقية. يمكن علاج كل من الحالات الحميدة مثل تسمم الغدة الدرقية وبعض الحالات الخبيثة مثل سرطان الغدة الدرقية الحليمي بالإشعاع المنبعث من اليود المشع. ينتج اليود 131 إشعاعات بيتا وجاما. يتسبب الإشعاع بيتا المنبعث في إتلاف أنسجة الغدة الدرقية الطبيعية وأي سرطان في الغدة الدرقية يتصرف مثل الغدة الدرقية الطبيعية في امتصاص اليود، وبالتالي توفير التأثير العلاجي، في حين يهرب معظم الإشعاع جاما من جسم المريض.
يخرج معظم اليود الذي لا تمتصه أنسجة الغدة الدرقية من خلال الكلى إلى البول. بعد العلاج باليود المشع، يصبح البول مشعًا أو "ساخنًا"، وسيصدر المرضى أنفسهم أيضًا إشعاعات جاما. اعتمادًا على كمية النشاط الإشعاعي التي تم إعطاؤها، قد يستغرق الأمر عدة أيام حتى يقل النشاط الإشعاعي إلى الحد الذي لا يشكل فيه المريض خطرًا إشعاعيًا على المارة. غالبًا ما يعامل المرضى كمرضى داخليين، وهناك إرشادات دولية، فضلاً عن التشريعات في العديد من البلدان، التي تحكم النقطة التي يمكنهم العودة عندها إلى ديارهم.

### نقائل العظام
يستخدم كلوريد الراديوم 223 ‏ وكلوريد السترونشيوم 89 ‏ والساماريوم 153 EDTMP لعلاج السرطان الثانوي في العظام. يحاكي الراديوم والسترونشيوم الكالسيوم في الجسم. يرتبط الساماريوم بـ EDTMP رباعي الفوسفات، ويتم امتصاص الفوسفات بواسطة إصلاحات بناء العظام التي تحدث بجوار بعض الآفات النقيلية.

### حالات نخاع العظم
يستخدم الفوسفور المشع بيتا -32 ( 32P )، على شكل فوسفات الصوديوم، لعلاج نخاع العظام المفرط النشاط، والذي يتم استقلابه فيه بشكل طبيعي.

### التهاب المفاصل

#### غرواني إيتريوم-90
يستخدم تعليق غرواني من الإيتريوم 90 ‏ ( 90 Y) لاستئصال الغشاء الزليلي الشعاعي في مفصل الركبة.

### كرات الإيتريوم 90
يمكن استخدام 90 Y على شكل كرات من الراتنج أو الزجاج لعلاج سرطانات الكبد الأولية والنقيلية.

### الأورام الغدد الصماء العصبية

#### اليود-131 mIBG
يستخدم 131 I-mIBG (ميتا يودوبنزيل جوانيدين) لعلاج ورم القواتم وورم الخلايا العصبية.

#### لوتيتيوم-177
يرتبط 177 Lu بمخلب DOTA لاستهداف الأورام الغدد الصماء العصبية.

## طرق تجريبية تعتمد على الأجسام المضادة
في معهد عناصر ما بعد اليورانيوم ‏ (ITU) يعتمد على العلاج المناعي ألفا، وهي طريقة تجريبية تستخدم فيها الأجسام المضادة التي تحمل نظائر ألفا. البزموت 213 ‏ هو أحد النظائر التي تم استخدامها. وذلك عن طريق تحلل ألفا للأكتينيوم 225 ‏. إن إنتاج نظير قصير العمر من نظير أطول عمراً يعد طريقة مفيدة لتوفير مصدر محمول لنظير قصير العمر. وهذا يشبه عملية توليد التكنيشيوم-99م بواسطة مولد التكنيشيوم . يصنع الأكتينيوم 225 عن طريق تشعيع الراديوم 226 ‏ بجهاز سيكلوترون.